# Samolus ebracteatus
Samolus ebracteatus är en viveväxtart som beskrevs av Carl Sigismund Kunth. Samolus ebracteatus ingår i släktet bungar, och familjen viveväxter.

## Underarter
Arten delas in i följande underarter:
- S. e. alyssoides
- S. e. cuneatus
- S. e. ebracteatus
- S. e. breviflorus
- S. e. coahuilensis